# Akademischer EHC Zürich
Le Akademischer EHC Zürich est un club de hockey sur glace basé à Zurich, en Suisse. Il a été fondé en 1908. Il évolue actuellement en 3e ligue du championnat de Suisse, mais a fait partie de l'élite du pays entre les années 1911 et 1937. Le club a notamment remporté le premier titre de champion international suisse et participé quatre fois à la Coupe Spengler, à Davos.

## Histoire du club
Créé en 1908, le AEC Zürich est le premier club de hockey du canton. En 1911, il devient également le premier club non romand à s'aligner dans le championnat national créé depuis à peine trois saisons.
Son premier titre de gloire intervient en 1916 alors qu'il remporte le tout nouveau championnat international suisse, dont la limite en joueurs étrangers par équipe n'est pas limité comme en championnat national. Un championnat national lors duquel il échoue d'ailleurs en finale en 1920 et 1921.
En 1924 et entre 1929 et 1932, l'équipe est d'ailleurs invitée à la Coupe Spengler, le traditionnel tournoi des fêtes de fin d'année organisé par le HC Davos. Mais il n'y fait que rarement bonne figure.
Autre anecdote non négligeable relatif au club des bords de la Limmat, il faut noter que le 13 décembre 1930 marque l'inauguration de la première piste artificielle du pays avec l'ouverture de la patinoire du Dolder,.
En 1935, les membres du club refusent la fusion avec le Zürcher SC, l'autre club phare de la ville avec le HC Grasshoppers, lors de l'assemblée générale. Hélas, le début de la Seconde Guerre mondiale freine l'élan du club, dont les membres sont enrôlés par l'armée.
Aujourd'hui, la première équipe du AEHC évolue en 3e ligue, le 5e échelon du championnat national.

## Palmarès
- Championnat national
  - Vice-champion (2) : 1920, 1921
- Championnat international suisse
  - Champion (2) : 1916
- Coupe Spengler
  - Participations (5) : 1924, 1929, 1930, 1931, 1932